# Hortaleza
Hortaleza és un districte de Madrid situat al nord-est del municipi. Comprèn l'antic terme municipal d'Hortaleza i part del de Canillas, annexats ambdós a la capital per decrets del 1949. Els barris del districte són: Pinar del Rey, Canillas, Valdefuentes, Apóstol Santiago, Piovera i Palomas. Al barri de Pinar del Rey es troba el centre històric de la Vila d'Hortaleza.
Té una població de 153.848 habitants a una superfície de 2.801 hectàrees. El seu gentilici en castellà és hortaleño. Limita amb els districtes de Barajas, San Blas, Ciudad Lineal i Fuencarral-El Pardo, i amb el municipi d'Alcobendas.

## Barris

Ubicació d'Hortaleza

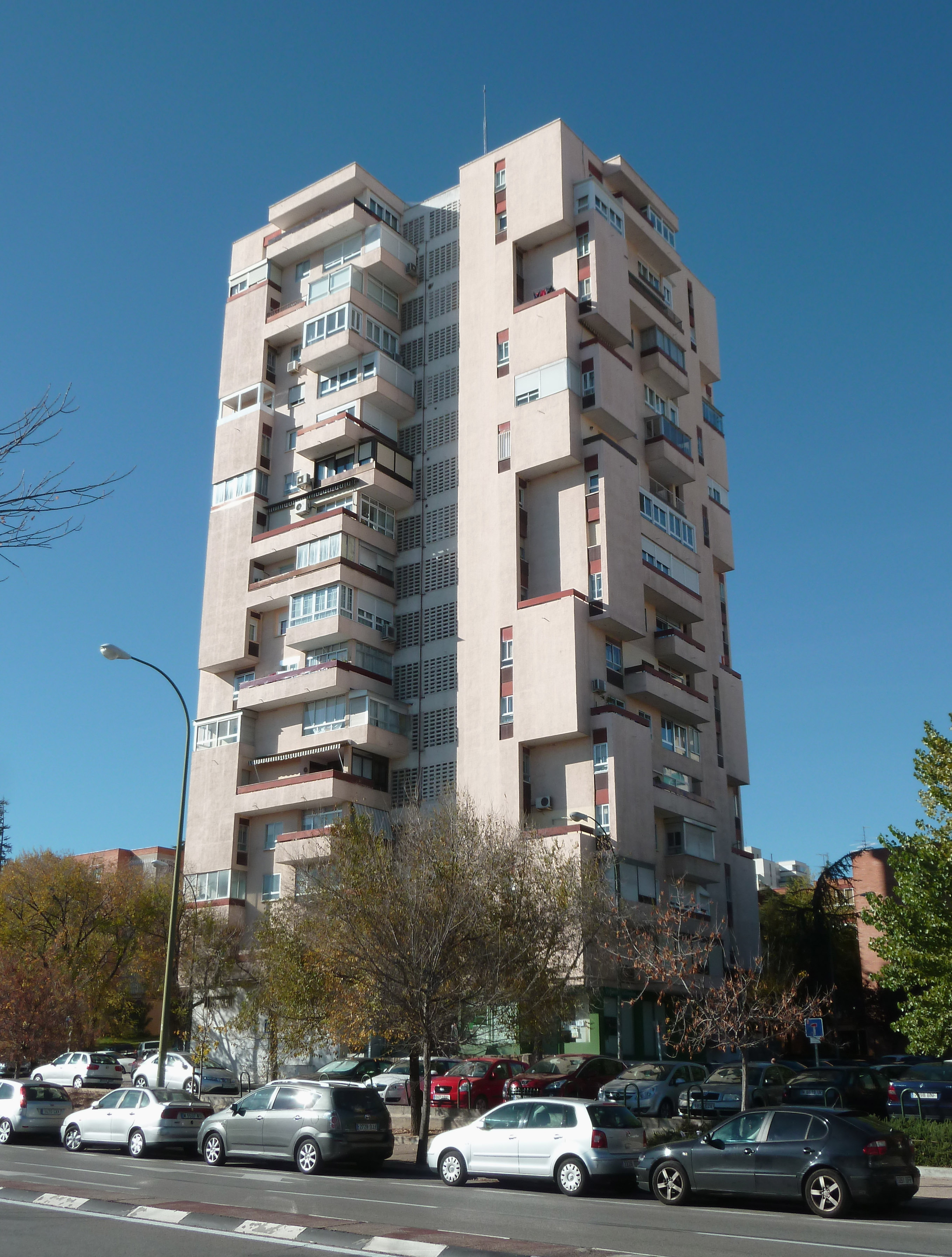
Edifici Alcorisa

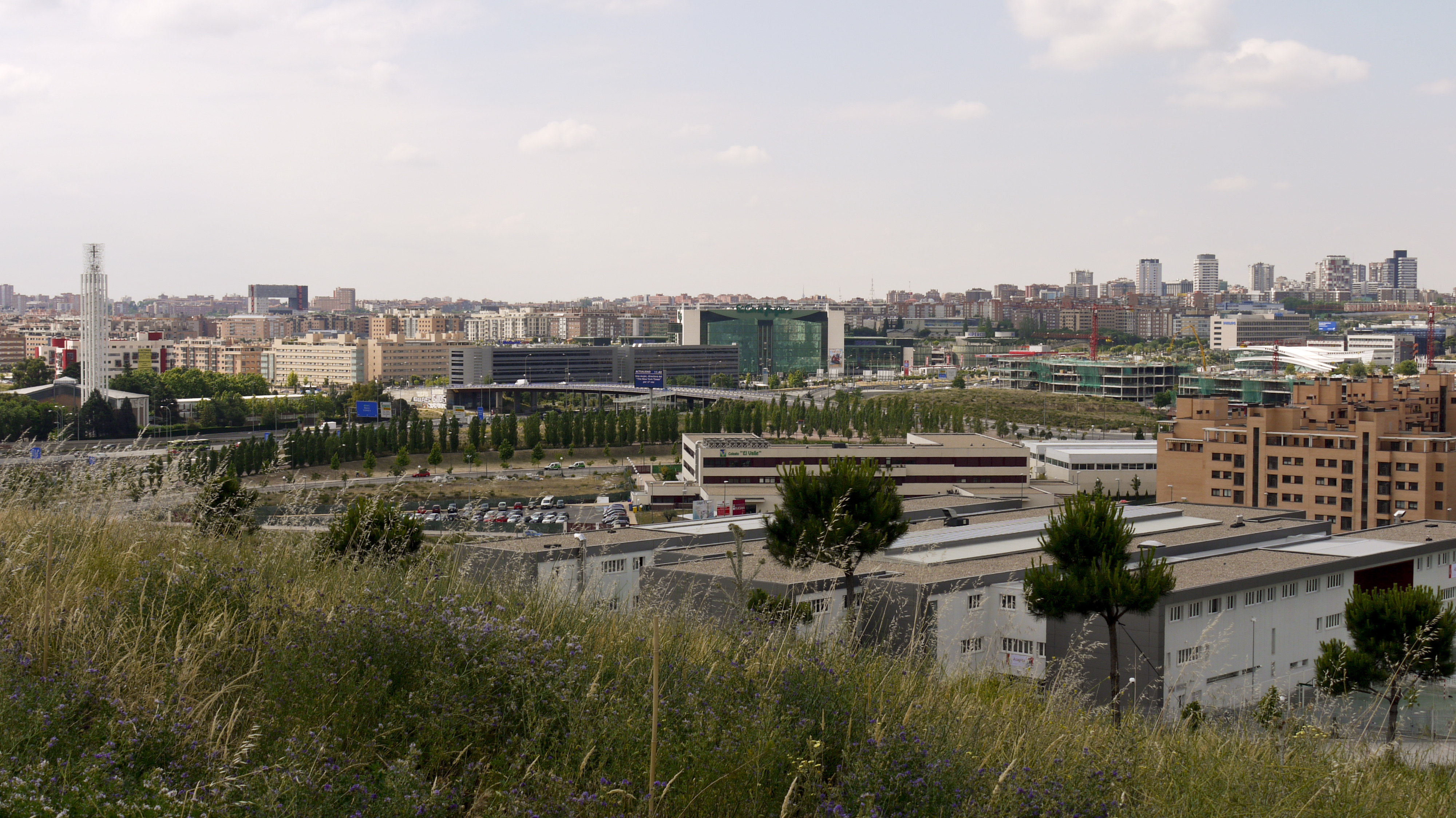
Sanchinarro

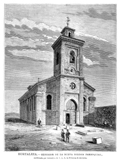
Església d'Hortaleza

Consta dels següents barris municipals:
- Palomas (16.1): amb una població de 5.227 habitants inclou la Colònia Piovera i la barriada Rierol del Sant, totes elles separades de la resta del districte per la Pineda de Barajas i l'Avinguda de los Andes.
- Piovera (16.2): amb una població de 13.740 habitants inclou la Urbanització Conde de Orgaz i els habitatges de recent construcció situades al sud del carrer Silvano i al nord de l'Avinguda de los Andes.
- Canillas (16.3): amb una població de 44.861 habitants engloba bona part del que va ser el poble de Canilles abans de la seva adhesió a Madrid en 1949.
- Pinar del Rey (16.4): amb una població de 58.998 habitants inclou el nucli antic d'Hortaleza, les barriades de San Lorenzo i Santa María i l'U.V.A. d'Hortaleza.
- Apòstol Santiago (16.5): amb 16.212 habitants, inclou el que fou el poblat de Manoteras pertanyent al municipi d'Hortaleza.
- Valdefuentes (16.6): amb 14.810 habitants, inclou antigues zones industrials com Virgen del Cortijo i zones de recent urbanització com el PAU de Sanchinarro i el futur PAU de Valdebebas.

## Història
S'ha trobat jaciments tant del Paleolític com del Neolític tant al rierol de Valdebebas com al mateix nucli històric d'Hortaleza, descoberts a finals del segle passat per l'arqueòleg Javier Pastor Muñoz.
L'actual barri d'Hortaleza es desenvolupa a partir del nucli de l'antiga vila d'Hortaleza, situada en la lloma formada per la divisòria entre els rius Manzanares i Jarama. El poble estava regat pels rius Valdebebas i Abroñigal. La seva fundació es remunta molt probablement al segle xiii. D'ell, ja es tenen notícies a un escrit de 1361. Es creu que el seu origen prové de mossàrabs madrilenys que l'utilitzen per passar l'estiu.
Hi ha referències a la Relacions topogràfiques de Felip II el 1579. S'hi parla d'Hortaleza com d'un lloc antic i dependent del poble de Canillas, si més no, en els serveis mínims. Ja que allí eren batejats i enterrats els veïns fins que es va construir la primera església parroquial cap a 1535.
Encara que popularment es creu que el nom d'Hortaleza ve de les abundants hortalisses que es produïen a la zona i que proveïen els mercats de la capital, el terme és una derivació de la paraula Fortalesa que és com a figura en la relació de viles pertanyents a l'alfoz de Madrid. No es tenen notícies de cap construcció defensiva, però la seva situació, en un altell, des del qual es podia albirar el castell de Madrid. I la distància estratègica d'una llegua que la separava de la capital, fan pensar en l'existència d'algun tipus de talaia depenent de l'«almudayna» de Madrid.
A la fi del segle xvi Hortaleza va passar a la jurisdicció de la vila de Madrid, limitada a l'est, per la vila de Barajas; la de Canillas al sud; Chamartín a l'oest; i Alcobendas al nord. Per aquestes dates, Hortaleza tenia 96 veïns (uns 400 habitants) i collites pobres a causa de la mala qualitat de la terra. Per això, els habitants havien de recórrer a fonts d'ingressos extraordinaris, com coure pa o rentar roba aliena.
L'aspecte del poble era molt pobre. Es caracteritzava per una terra de baixa qualitat, l'existència de petits horts, pastures i llocs forestals. El poble no tenia edificacions importants, i les cases grans eren de tova i tapial, la seva estructura era de fusta fonamentalment pi, i les teulades de teula d'argila, materials tots que compraven a Madrid.
Del segle xvii no hi ha dades, però tot fa suposar que es produeix un descens de població, que segueix la tònica general que es va produir en tot el país. El 1725, ja ben entrat el segle xviii, la població registrada era de 54 veïns (uns 250 habitants). No obstant això, la població va augmentant considerablement a causa de la immigració de persones properes a la Cort, i el nombre de veïns augmentarà a 160 (uns 725 habitants) a final de segle. D'altra banda, augmenta la superfície de terreny destinat a cultius encara que segueixen dominant les produccions de cereals però ja es veuen algunes vinyes, encara que no de molta importància. En 1756 al Cadastre del Marquès de la Ensenada hi figuren 7,5 hectàrees dedicades a horts.
El més significatiu del segle xix serà l'aparició d'una incipient industrialització derivada de l'agricultura: l'elaboració del pa i la fabricació de vins i aiguardents. Pascual Madoz indica l'existència d'un Molí de Xocolata a Hortaleza. Malgrat tot, la població no es va a veure incrementada de forma significativa en aquest segle. El 1820 té 606 habitants; el 1850, 372 potser a causa dels estralls de les guerres; i el 1897 tenia 811 habitants. Al cens de 1910 Hortaleza compta amb 185 edificacions. Pertanyia al Partit Judicial de Colmenar Viejo i estava separat de Madrid per 10 km. Al cens de 1920 té 841 habitants.
L'evolució segueix al segle xx amb un augment de població proporcional a la que es produeix a tot l'estat. L'economia agrària es manté en les línies generals que tenia fins ara, és a dir, amb predomini de l'economia familiar (parcel·les petites i de propietat familiar). La indústria és escassa i subsidiària de l'agricultura, encara que el 1905 existeix una fusteria, una fàbrica de fangs, una ferreteria i tres ferreries. Al seu marge esquerre sorgeix el barri d'Arrabal del Carmen, on es troba actualment el Col·legi de la Inmaculada.
Durant la Guerra Civil Hortaleza queda prop del front dins del territori republicà i del seu govern s'encarrega un denominat consell de salvació format per afiliats del PSOE i el PCE. Als afores s'instal·la la Caserna General de la Junta de Defensa de Madrid.
Als anys cinquanta es projecten dos poblats satèl·lits, un als voltants de la Casa de las Manoteras i un altre a Canillas. Aquests nous barris es van construir per absorbir a la població emigrant assentada a la zona formant suburbis. Posteriorment es van ampliar amb els Poblats Dirigits, de major qualitat que els anteriors i destinats als nous emigrants que arribaven en massa des de les zones rurals d'Espanya. També és en aquesta època quan apareix la urbanització de luxe Parque Conde de Orgaz i, al llarg de l'antiga carretera d'Hortaleza, el barri de Pineda del Rey.
A la dècada de 1960 cal destacar per la seva qualitat urbanística i arquitectònica el projecte de l'«UVA de Hortaleza» barri que és acompanyat en el seu naixement pels de «San Lorenzo-Colombia», «El Carmen», «Orisa», «San Miguel», «Parque de Santa Maria», i «La Piovera».
De la dècada de 1970 són «Virgen del Cortijo», «Esperanza», «Villarosa», «Carcavas-San Antonio» i la colònia «El Bosque».
És als anys 1990 quan el districte perd definitivament el seu paisatge rural i apareixen els eixamples de «Los Planos», «Arroyo del Santo» i «Sanchinarro». Aquest últim el més important per la seva població i per les seves fites arquitectòniques entre els quals cal destacar l'edifici Mirador.
L'augment demogràfic va acompanyat d'un descens en la funció rural, perquè es redueix l'extensió de cultius, ja que el terreny és venut en forma de solars. Davant el descens de l'agricultura es produeix un auge de la ramaderia, sobretot boví, en funció de les necessitats de la capital. El 1960 existien 155 llocs industrials a la mateixa Hortaleza. El comerç estava reduït als nuclis propers.
L'arribada massiva de població després de la incorporació a la capital, no obstant això, significa la fi d'Hortaleza com a poble i la gradual desaparició de les antigues cases, finques i infraestructures que li dotaven d'identitat pròpia. Les últimes edificacions clàssiques han estat demolides durant els primers anys del segle xxi. Només queden només dempeus la centenària Església de Sant Matías, l'antic Convent i Col·legi dels Pares Paüls i el Cementiri, propietat d'un orde religiós.
Amb el canvi de segle s'inauguren les estacions de metro de Canillas, San Lorenzo, Mar de Cristal i Parque de Santa María. El 2007 s'obre l'estació del Metro de Madrid denominada Pineda del Rey, amb enllaç directe a l'Aeroport de Madrid-Barajas. Finalment, en el marc de la crisi econòmica a la fi de l'any 2009 se suprimeix la veterana línia d'autobús 201.
Hortaleza ha passat de ser un poble a la dècada de 1940, a un districte una miqueta mal comunicat del centre de Madrid fins als anys 90 a disposar de diverses parades de metro (línies 4 i 8), autopistes com la M-11 i M-40 i nombrosos centres comercials de gran grandària.

## Personatges destacats
- Luis Aragonés, entrenador de futbol.
- Agustín Jimenez, còmic.
- Porretas, grup de punk-rock.
- Emilio Silva Barrera, fundador de l'Associació per a la Recuperació de la Memòria Històrica.
- Isaac Rosa, escriptor.
- Beatriz Luengo, ballarina, actriu i cantant.
- Belén Arjona, cantant.
- Borja Valero, futbolista.
- Javier Arizmendi, futbolista.
- Kike Babas, músic, cantant, escriptor, videorealitzador i crític musical.
- Kike Turrón, periodista, videorealitzador, escriptor i músic.